# Carangoides oblongus
Carangoides oblongus es una especie de peces de la familia Carangidae en el orden de los Perciformes.

## Morfología
• Los machos pueden llegar alcanzar los 46 cm de longitud total.

## Distribución geográfica
Se encuentra desde las  costas del Golfo de Adén y del África Oriental hasta las de Fiyi, Tonga, sur del Japón, el Mar de Arafura y Australia.